# HD28617
HD28617 — хімічно пекулярна зоря спектрального класу A0, що має видиму зоряну величину в смузі V приблизно  8,6.
Вона  розташована на відстані близько 1698,7 світлових років від Сонця.